# AH Большой Медведицы
AH Большой Медведицы (лат. AH Ursae Majoris) — одиночная переменная звезда в созвездии Большой Медведицы на расстоянии (вычисленном из значения параллакса) приблизительно 36937 световых лет (около 11325 парсеков) от Солнца. Видимая звёздная величина звезды — от +16,9m до +15,5m.

## Характеристики
AH Большой Медведицы — пульсирующая переменная звезда типа RR Лиры (RRAB).